# Урош Спајић
Урош Спајић (Београд, 13. фебруар 1993) је српски фудбалер који игра на позицији централног одбрамбеног играча. Тренутно наступа за Пекинг Гуан.

## Клупска каријера
Спајић је почео да тренира фудбал у београдском Радничком, да би са 13 година прешао у млађе категорије Црвене звезде. Дебитовао је за први тим Црвене звезде 27. октобра 2010. на утакмици Купа Србије против Борца из Чачка, али је на терену провео тек нешто мало више од пет минута. Ту утакмицу је Црвена звезда победила резултатом 4:0. У првом тиму се налазио до краја те године, када на место тренера долази Роберт Просинечки, и од тада је био на позајмици у српсколигашу Сопоту. Од лета 2012. године, враћен је опет у први тим, и након одласка Просинечког крајем августа 2012. године пред утакмицу против Бордоа, и доласка Александра Јанковића за тренера Црвене звезде, добија већу минутажу у првом тиму. Наступио је на 16 првенствених утакмица током такмичарске 2012/13. у Суперлиги Србије.
Напустио је Црвену звезду 31. маја 2013. године, када је потписао петогодишњи уговор са француском Тулузом. Провео је наредне три године у Тулузу и током тог периода је наступио на 63 утакмице у француској Лиги 1. Последњег дана августа 2016. године је прослеђен на једногодишњу позајмицу у Андерлехт. Већ у марту 2017. је постао и званично играч белгијског клуба који га је откупио и са њим потписао уговор до 2021. године. Спајић је са Андерлехтом био првак Белгије у сезони 2016/17, а потом је освојио и белгијски Суперкуп. За две сезоне у Андерлехту је наступио на укупно 75 такмичарских утакмица. Поред домаћих такмичења, са клубом је наступао и у групним фазама Лиге Европе (2016/17) и Лиге шампиона (2017/18).
Крајем маја 2018. године је потписао уговор са руским премијерлигашем Краснодаром. Након две сезоне у којима је углавном стандардно наступао, Спајић је прослеђен на позајмицу у холандски Фајенорд за сезону 2020/21. По истеку позајмице се вратио у руски клуб. Провео је први део такмичарске 2021/22. у Краснодару, након чега је у јануару 2022. раскинуо уговор са клубом. Последњег дана јануара 2022. године је потписао уговор са турским прволигашем Касимпашом до краја сезоне. У децембру 2022. се вратио у Црвену звезду. На првом наступу по повратку у клуб, Спајић је постигао погодак за коначних 4 : 0 над екипом Чукаричког у 33. колу Суперлиге Србије за такмичарску 2022/23.

## Репрезентација
За омладинску фудбалску репрезентацију Србије је одиграо 8 утакмица, а у званичним утакмицама је дебитовао 25. маја 2012. године у ремију од 2:2 против репрезентације Немачке до 19 година. Играо је за младу репрезентацију на Европском првенству 2015. у Чешкој.
За сениорску репрезентацију Србије је дебитовао 4. септембра 2015. у квалификационом мечу за одлазак на Европско првенство 2016. против Јерменије (2:0) у Новом Саду. Био је учесник Светског првенства 2018. у Русији али је све три утакмице репрезентације Србије гледао са клупе за резервне играче. Због повреде је пропустио Светско првенство 2022. у Катару. Нашао се на коначном списку играча за Европско првенство 2024. у Немачкој.

## Трофеји
Андерлехт
- Првенство Белгије : 2016/17.
- Суперкуп Белгије : 2017.

Црвена звезда
- Суперлига Србије : 2023/24.[22]
- Куп Србије : 2023/24.[23]